# Ханс-Херман Хопе
Ханс-Херман Хопе (2. септембра 1949) је економиста аустријске школе у анархо-капиталистичкој традицији, и Professor Emeritus економије на Универзитету Неваде, Лас Вегас.

## Теорија
Настављајући у традицији Мареја Ротбарда, Хопе је анализирао понашање државе користећи Аустријску економску теорију. Дефинишући државу као „територијалног монополисту јурисдикције и опорезивања“ и не претпостављајући ништа више од личног интереса на страни државних званичника, он предвиђа да ће ти званичници користити своје монополистичке привилегије да би максимално увећали своје богатство и моћ.
У књизи (Democracy: The God That Failed), Хопе пореди династичке монархије са демократским републикама. Према његовом виђењу, династички монарх (краљ) је попут „власника“ територије, зато што се преноси за генерације на генерацију, док је изабрани председник попут „привременог старатеља“. И краљ и председник имају подстицај да експлоатишу тренутно коришћење земље за своју личну корист. Ипак краљ такође има и супротан интерес у одржавању дугорочне капиталне вредности нације, као што и власник куће има интерес у одржавању њене капиталне вредности (за разлику од подстанара). Пошто су привремено на власти, демократски изабрани званичници имају огроман подстицај да опљачкају богатство продуктивних грађана што је брже могуће.

## Дела

### Књиге
- Handeln und Erkennen (Bern 1976)
- Kritik der kausalwissenschaftlichen Sozialforschung (Westdeutscher Verlag 1983).  978-3-531-11624-2.
- Eigentum, Anarchie und Staat (Westdeutscher Verlag 1987)
- Praxeology and Economic Science (Ludwig von Mises Institute, 1988) (no. ISBN )
- A Theory of Socialism and Capitalism (Kluwer Academic Publishers 1989).  978-0-89838-279-2. потпун текст у PDF формату
- Economic Science and the Austrian Method (Ludwig von Mises Institute, 1995).  978-0-945466-20-8. потпун текст у PDF формату
- Democracy: The God That Failed (Transaction Publishers, 2001) Paperback (in English).  978-0-7658-0868-4.
- The Economics and Ethics of Private Property (2nd edition, Ludwig von Mises Institute). 2006.  978-0-945466-40-6
- Editor: The Myth of National Defense. Essays on the Theory and History of Security Production. Ludwig von Mises Institute. October. 2003.  978-0-945466-37-6 потпун текст у PDF формату With writings by L.M. Bassani, C. Lottieri, M.N. Rothbard, E. von Kuehnelt-Leddihn, B. Lemennicier, G. Radnitsky, J.R. Stromberg, L.J. Sechrest, J.R. Hummel, W. Block, and J.G. Hulsmann.
- Translator: Capital and Production. by Richard Ritter von Strigl.  978-0-945466-31-4.
- Property, Freedom, and Society: Essays in Honor of Hans-Hermann Hoppe. Ludwig von Mises Institute. July. 2009.  978-1-933550-52-7.